# Gamasomorpha platensis
Gamasomorpha platensis är en spindelart som beskrevs av Birabén 1954. Gamasomorpha platensis ingår i släktet Gamasomorpha och familjen dansspindlar. Inga underarter finns listade i Catalogue of Life.